# Ariane Pirie
Pour les articles homonymes, voir Pirie.
Ariane Pirie est une actrice française, également chanteuse et danseuse.

## Biographie
Ariane Pirie naît le 19 mars 1966 à Suresnes.
Elle apprend la comédie en suivant le Cours Simon avec Pascal Liévin.
Elle a commencé sa carrière dans le cinéma vers ses 20 ans en étant figurante dans L'Orchestre rouge.

## Théâtre
Elle a joué dans de nombreux spectacles tels que :
- Créatures
- Panique à bord
- Mozart, l'opéra rock
- Non, je ne danse pas
- Je t'aime, tu es parfait... Change!!![3]
- Tartarin de Tarascon

## Filmographie

### Cinéma
- 1999 : Les Parasites
- 2009 : Bancs publics (Versailles Rive-Droite)
- 2010 : Donnant donnant
- 2012 : Parlez-moi de vous
- 2012 : Superstar
- 2019 : Donne-moi des ailes
- 2024 : Loups-Garous de François Uzan

### Télévision
- Joséphine, ange gardien : Rose[5]
- Une famille formidable : Colette
- Panda (Saison 2, épisode 05): Mireille